# Europa Europa
Europa Europa (bra Filhos da Guerra), também conhecido como Hitlerjunge Salomon, é um filme polono-franco-alemão de 1990, do gênero drama bélico-biográfico, dirigido por Agnieszka Holland, com roteiro dela e Paul Hengge baseado no livro de memórias de Salomon Perel.

## Prêmios e indicações
| Prêmio/evento | Categoria                | Recipiente                      | Resultado |
| ------------- | ------------------------ | ------------------------------- | --------- |
| Oscar 1992    | Melhor roteiro adaptado  | Agnieszka Holland, Paul Hengge  | Indicado  |
| Globo de Ouro | Melhor filme estrangeiro | Margaret Ménégoz, Artur Brauner | Venceu    |

## Sinopse
Solomon Perel é um adolescente judeu que, para sobreviver à perseguição nazista, acaba encontrando abrigo justamente na Juventude Hitlerista.